# Ceraclea limnetes
Ceraclea limnetes is een schietmot uit de familie Leptoceridae. De soort komt voor in het Nearctisch gebied.